# Inowrocław
Inowrocław ([inɔˈvrɔtswaf]; tyska: Inowrazlaw, åren 1904–1920: Hohensalza, sällan: Jungbreslau) är en stad i Kujavien-Pommerns vojvodskap i norra Polen. Staden hade 73 968 invånare (2016). Den är administrativt en stadskommun.